# Kangur antylopi
Kangur antylopi (Osphranter antilopinus) – gatunek ssaka z podrodziny kangurów (Macropodinae) w obrębie rodziny kangurowatych (Macropodidae). Stosunkowo liczny.  

## Taksonomia
Gatunek po raz pierwszy zgodnie z zasadami nazewnictwa binominalnego opisał w 1842 roku brytyjski zoolog John Gould nadając mu nazwę Osphranter antilopinus. Miejsce typowe to według oryginalnego opisu „Port Essington, północne wybrzeże Australii” (ang. Port Essington, North coast of Australia), tj. Port Essington, Terytorium Północne, w Australia. Holotyp to skóra i uszkodzona czaszka dorosłego samca (sygnatura BMNH 42.5.26.5) z kolekcji Muzeum Historii Naturalnej w Londynie; zebrany przez Johna Gilberta.
Autorzy Illustrated Checklist of the Mammals of the World nie wyróżniają podgatunków O. antilopinus.

### Etymologia
- Osphranter: gr. οσφραντηριος osphrantērios ‘wietrzący, węszący’[10].
- antilopinus: średniowiecznołac. antalopus ‘rogate zwierzę’, od gr. ανθoλοψ antholops, ανθoλοπος antholopos ‘rogate zwierzę’[11]; łac. przyrostek -inus ‘należące do, odnoszące się do’[12]; w aluzji do podobieństw w fakturze futra[1].

## Zasięg występowania
Kangur antylopi występuje w północnej Australii od południowo-zachodniego Kimberley w Australii Zachodniej do Pungaliny we wschodnim Terytorium Północnym; oddzielna populacja zamieszkuje również półwysep Jork w Queensland.

## Morfologia
Długość ciała (bez ogona) samic 73,3–93,5 cm, samców 83–120 cm, długość ogona samic 66,4–81,3 cm, samców 74,5–96 cm; masa ciała samic 14–24,5 kg, samców 18,6–51 kg. Pokrywa włosowa samca jest ruda na grzbiecie i biała z przodu, samica jest jasnoszara.

## Status zagrożenia
W Czerwonej księdze gatunków zagrożonych Międzynarodowej Unii Ochrony Przyrody i Jej Zasobów został zaliczony do kategorii LC (ang. least concern ‘najmniejszej troski’).